# Shimazu Tadatsune
Shimazu Tadatsune (島津忠恒 27 de noviembre de 1576 - 7 de abril de 1638?) fue un samurái y daimyō del dominio de Satsuma, el primero en gobernarlo como un han (feudo) oficial durante el shogunato Tokugawa y el primer japonés en gobernar el Reino de Ryūkyū.
Tadatsune fue el tercer hijo de Shimazu Yoshihiro. Debido a que su hermano mayor Shimazu Yoshihisa no tuvo hijos y que su otro hermano, Shimazu Hisakazu murió en Corea, fue nombrado sucesor en el liderazgo del clan Shimazu por lo que tomó el nombre de Iehisa (家久).
Participó además en las invasiones japonesas a Corea convocadas por toyotomi Hideyoshi entre 1592 - 1598.
Formalmente se sometió ante Tokugawa Ieyasu en 1602 y como premio a su lealtad se le nombró como Matsudaira Iehisa. En 1603 sus tierras eran valuadas en 605.000 koku.
En 1609, Tadatsune lideró una expedición al Reino de Ryūkyū, subyugándolo con el objetivo de comerciar con China. A los habitantes se les permitió ser semiindependientes y no fueron anexados oficialmente a Japón sino hasta la Restauración Meiji (1868)